# Merrellyn Tarr
Merrellyn Tarr, född 11 april 1952, är en zimbabwisk bågskytt. Hon deltog vid olympiska sommarspelen 1988.